# 孙效东
孙效东（1954年12月—），甘肃庆城人，男，汉族，1974年8月参加工作，1979年6月加入中国共产党。研究生学历。中华人民共和国政治人物。

## 生平
1974年8月，任庆阳地区文教局干事。1982年8月，任庆阳地区教育局（教育处）副科长。1987年2月，晋升为副县级干部，出任宁县师范学校副校长。1989年2月，任庆阳地区行署办公室副主任。1991年8月，任中共正宁县委副书记。1992年10月，任中共正宁县委书记。1995年5月，升任中共庆阳地委副书记。1998年5月，任中共庆阳地委副书记、行署专员:35。2000年7月，升任中共庆阳地委书记:39。2001年8月，转任中共白银市委书记:34，并于2003年兼任同市人大常委会主任:38。
2005年1月，孙效东离开白银市:44，前往甘肃省府兰州，出任中共甘肃省委副秘书长。2006年3月，任中共甘肃省委秘书长。2007年4月，任甘肃省总工会副主席、党组书记。2008年1月，当选为甘肃省人大常委会副主任，并于同年5月兼任甘肃省总工会主席。2008年10月17日，中国工会十五大在北京开幕，大会选举他出任主席团委员。
2016年1月12日，甘肃省第十二届人大常委会第二十一次会议补选孙效东为第十二届全国人民代表大会代表。2018年1月，换届不再担任甘肃省人大常委会副主任。